# Egon Denz
Egon Denz (Schwarzenberg (Vorarlberg) 23 november 1899 - Innsbruck 15 december 1979) was een Oostenrijks jurist, politicus (NSDAP, VdU) en SS-Standartenführer. 

## Biografie
Afkomstig uit een boerenmilieu bezocht hij het gymnasium te Feldkirch en nam hij als oorlogsvrijwilliger deel aan de Eerste Wereldoorlog. Na de oorlog was hij enige tijd krijgsgevangene; na zijn vrijlating studeerde hij rechten aan de Universiteit van Innsbruck. Na zijn studie vestigde hij zich als advocaat in Innsbruck (1930). Hij engageerde zich voor de Landbund, een agrarische politieke partij, maar sloot zich in 1933 aan bij NSDAP (lidmaatschapsnr. 1.528.231).
Na de Anschluss was hij van 12 maart 1938 tot mei 1945 burgemeester van Innsbruck en plaatsvervangend Gouwleider van Rijksgouw Vorarlberg-Noord-Tirol. Tijdens de Novemberpogrom van 1938 in Innsbruck weigerde hij de brandweer te laten uitrukken, waardoor de schade aan joodse eigendommen nog groter uitviel. Na de Anschluss was Denz ook toegetreden tot de SS en in december 1939 verkreeg hij de rang van SS-Standartenführer (kolonel). 
Na het sluiten van de wapenstilstand tussen Italië en de geallieerden in september 1943 was hij nauw betrokken bij de instelling van de verdedigingszone van het Alpenvoorland (Operationszone Alpenvorland).
In mei 1945 werd hij door de geallieerden gevangengenomen en verbleef hij tot het midden van 1947 in een interneringsoord. In juni 1947 werd hij overgedragen aan de Oostenrijkse autoriteiten die een vooronderzoek startten naar zijn optreden tijdens de Duitse bezetting. Tot een proces in het nooit gekomen en in oktober 1947 werd hij vrijgelaten. 
Van november 1953 tot december 1956 was Denz lid van de gemeenteraad van Innsbruck voor het VdU.